# SN 2009dd
SN 2009dd – supernowa typu II odkryta 13 kwietnia 2009 roku w galaktyce NGC 4088. W momencie odkrycia miała maksymalną jasność 13,70m.